# Nitrit de calci
El  nitrit de calci és un compost inorgànic amb fórmula química Ca(NO₂)₂. En aquest compost, com en tots els nitrits, el nitrogen es troba en un estat d'oxidació +3. Té moltes aplicacions com a anticongelant, inhibitor del rovell de l'acer i detergent per a refineria del petroli.

## Propietats
A temperatura i pressió ambients, el compost és un sòlid blanc incolor o lleugerament groc. És soluble en aigua i té una densitat de 2.26 g/cm3. El seu punt de fusió és de 390 °C i és estable sota condicions normals d'ús i emmagatzematge. També es caracteritza pel seu fort caràcter oxidant.

## Síntesi
El nitrit de calci pot ser produït mitjançant diferents processos de síntesi. Un d'ells, és fer reaccionar hidròxid de calci amb òxids de nitrogen, NOX, un gas que típicament és produït en les plantes d'àcid nítric. A la planta, l'amoníac és cremat per produir el gas NOX que es fa servir per fabricar l'àcid nítric i també el nitrit de calci.
També pot ser preparat formant una solució de nitrit de sodi i nitrat de calci; refredant la solució per precipitar el nitrat de sodi; formant una sal doble d'hidròxid de calci i nitrit de calci; i en presència d'aigua, fent descompondre la sal doble per formar una solució de nitrit de calci i fent insoluble l'hidròxid de calci. Essencialment, la funció de l'hidròxid de calci és segrestar el nitrit de calci; l'hidròxid de calci forma la sal doble insoluble que es pot fer servir per separar porcions de nitrit del calci de la solució. Després, la sal doble és dissolta, alliberant el nitrit de calci i regenerant l'hidròxid de calci.
1. Precipitació de la sal doble
Ca(NO₂)₂ + Ca(OH)₂ + H₂O → Ca(NO₂)₂·Ca(OH)₂·H₂O
2. Alliberament del nitrit de calci
Ca(NO₂)₂·Ca(OH)₂·H₂O → Ca(NO₂)₂(aq) + Ca(OH)₂ + H₂O

## Usos
A causa de les seves característiques anti-oxidants i anti-gel, té una gran varietat d'usos. Es pot fer servir com a anticongelant a causa de la seva alta solubilitat, tant en solució com en pols. Es pot promoure la hidratació de minerals en el ciment fent que aquest anticongelant a temperatura inferior als 0 °C, amb temperatures de funcionament de fins −20 °C. També es pot fer servir com a inhibidor de la corrosió dels metalls, per això, es pot fer servir per protegir acer en estructures i edificis de formigó del rovell, estenent-ne la seva vida útil. També es fa servir com a detergent en les indústries del petroli, medicaments, tints i metal·lúrgia.

## Seguretat
És un reductor inorgànic tòxic que no pot ser barrejats amb salts orgàniques d'amoni, àcids o cianur. Ha de ser mantingut en un lloc fred, ventilat i sec; quan la temperatura és més alta que 220 °C redueix i descompon a òxid de dinitrogen. Durant el transport és important protegir-lo de la pluja i el sol directe.